# Наскальные изображения Илансая

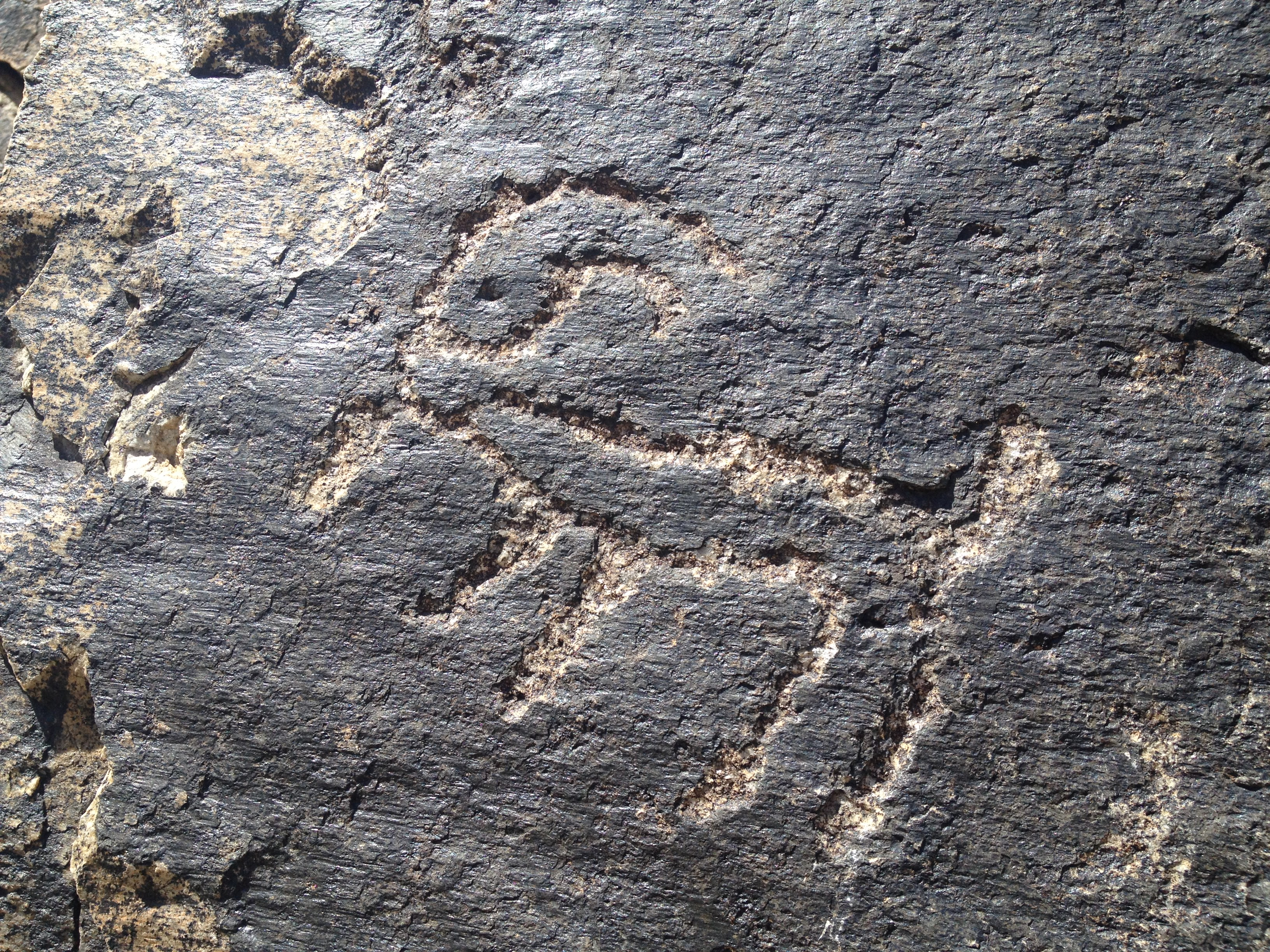
Петроглиф козла, группа Тамга-Таш

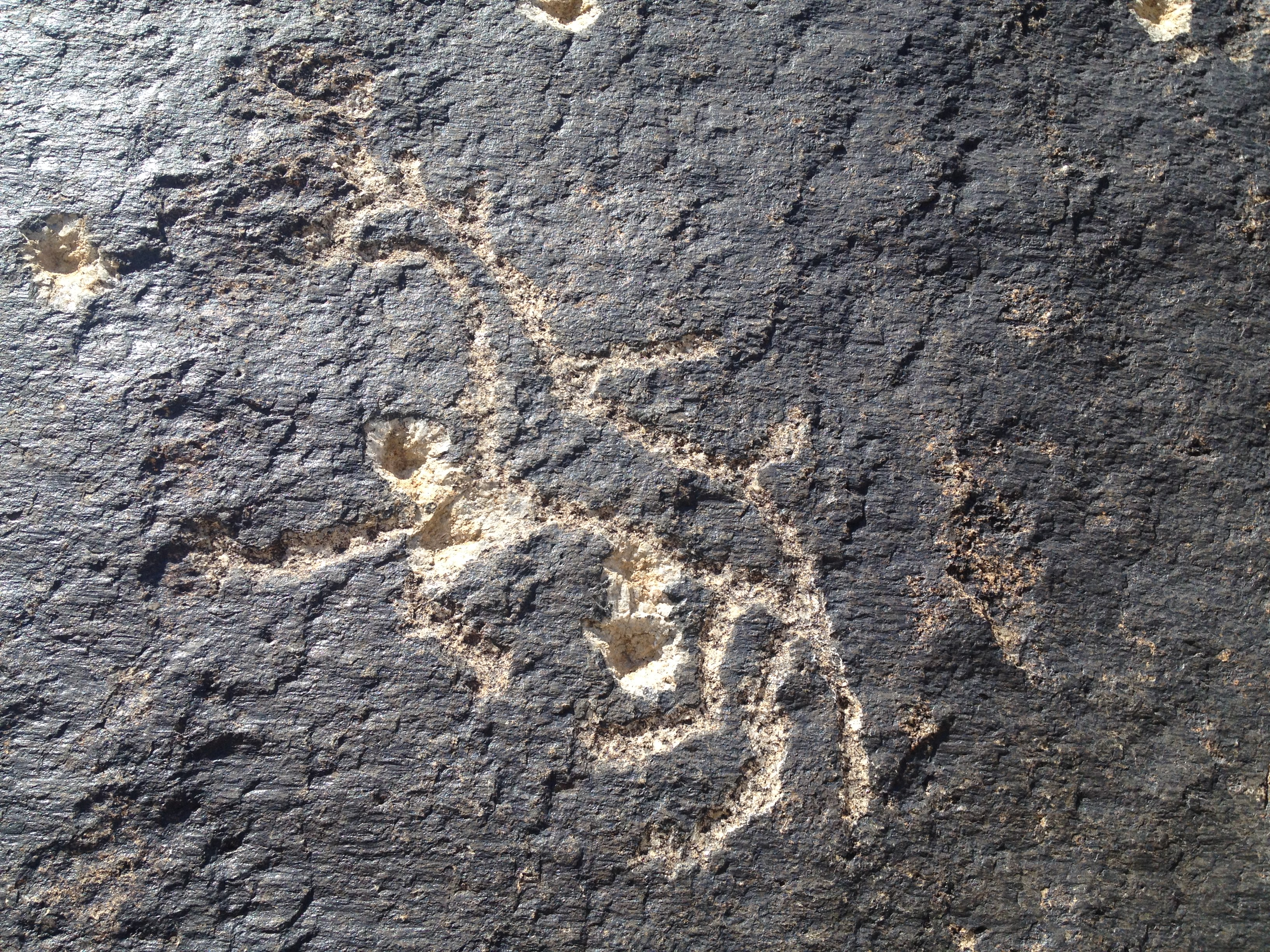
Петроглиф лошади (вероятно, охотничья добыча, раненная стрелами), группа Тамга-Таш

Наска́льные изображе́ния Иланса́я (Илан-сая, Илянсая, Илян-сая, узб. Ilonsoy rasmlari) — археологический памятник в Самаркандской области Узбекистана, петроглифы. Расположены в ущелье небольшой реки Илансай, стекающей с северного склона Каратепинских гор, которые входят в состав Зеравшанского хребта. Имеют значительную ценность для изучения истории материальной культуры региона.
Наскальные рисунки выявлены на протяжении около 4—5 км течения Илансая (в 15—16 км на юг от города Самарканда), главным образом, вдоль тропы по левому берегу сая. По расположению петроглифы группируются в шесть скоплений: Бури-Буи, Сандук-Таш, Тамга-Таш, Санги-Дарича, Катор-Тут, Сой-и-Бочако (двигаясь сверху вниз по течению). Изображения нанесены на поверхность гранитных скал и отдельно стоящих крупных валунов и обращены в восточную или южную сторону, откуда на них направлены солнечные лучи. В отдельных случаях несущий рисунок камень расколот. Зачастую использованы поверхности с пустынным загаром. Заново образовавшийся загар густо покрывает петроглифы, однако сравнительно молодые рисунки резко контрастируют своим светлым тоном с тёмным окружением.

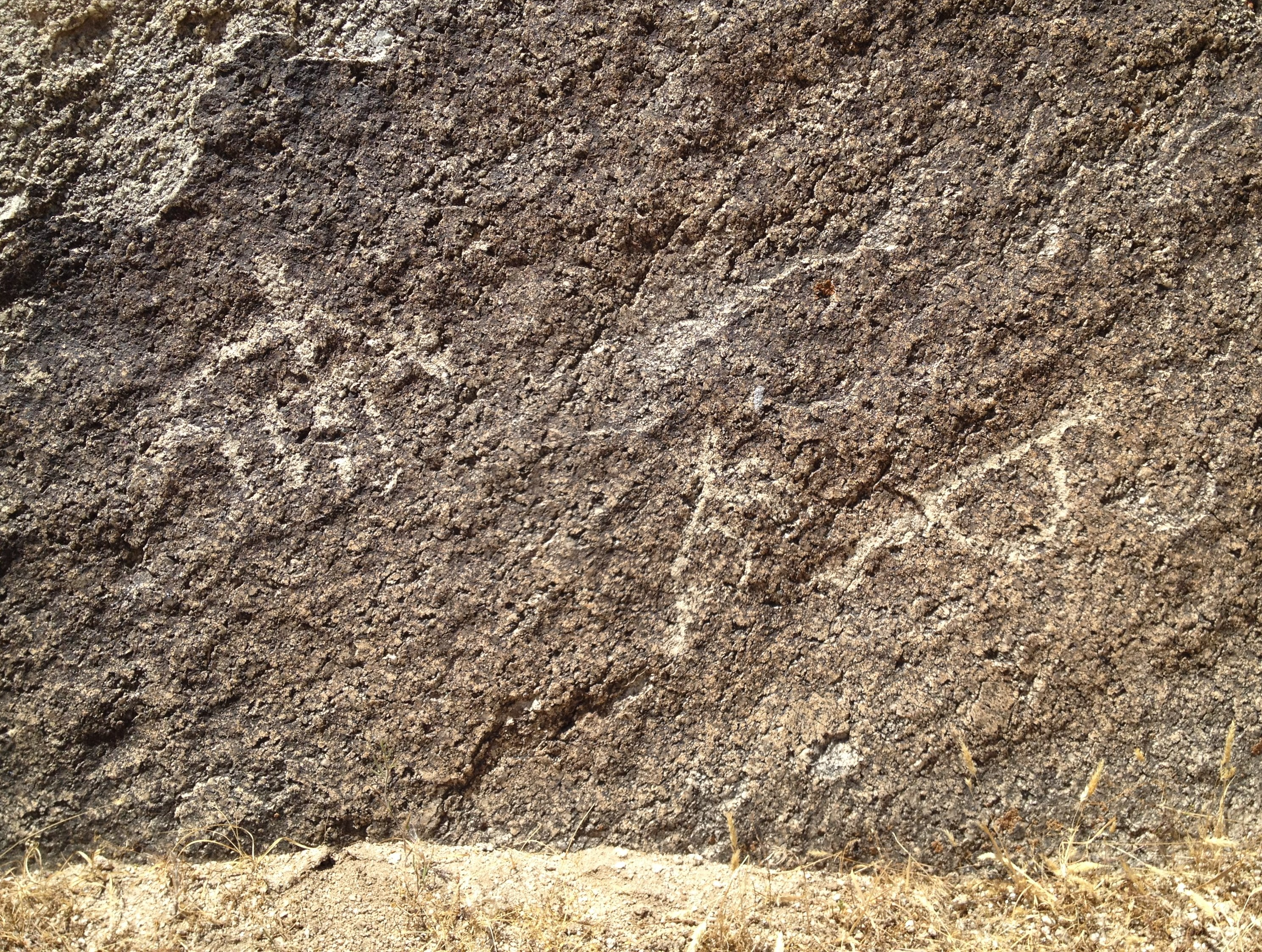
Изображение наездника и двух фитильных ружей (XVII—XVIII век), группа Тамга-Таш

Петроглифы выполнены в контурном стиле (лишь у наиболее реалистичных прорисовок животных заполнено пространство туловища), нанесены техникой скола, при помощи металлических и каменных орудий. В отдельных случаях видны следы ударов, попавших мимо назначенной цели, которые снижают чёткость прорисовки. Судя по этим ошибкам, создатели петроглифов не использовали зубило.

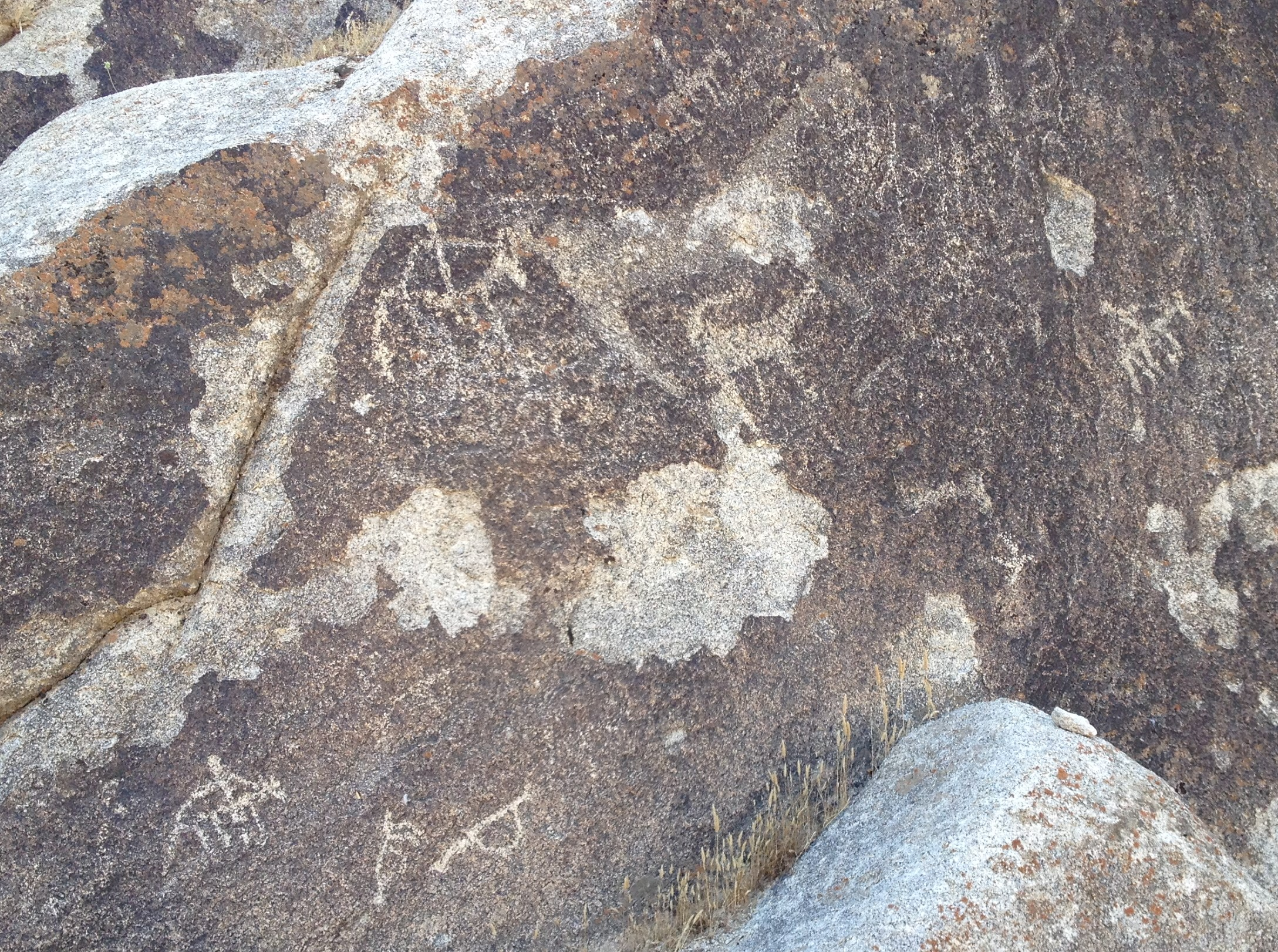
Изображение животных и всадников, группа Тамга-Таш

Среди петроглифов имеются изображения животных, таких как горный козёл, баран, олень, лошадь, верблюд, собака, змея, фигуры людей (в том числе, всадников) и человеческая рука, различных предметов (стрелковое оружие), а также арабские надписи. Наиболее многочисленны фигурки горных козлов, в связи с чем И. В. Сухарев отмечает, что данное млекопитающее не встречается и вряд ли встречалось когда-либо в окрестной низкогорной местности. По его мнению, изображение горных козлов в Илансае носит характер культового пережитка. Проработанность рисунков сильно варьирует, от довольно реалистичных фигурок с естественными пропорциями до схематичных силуэтов, сведённых к простым геометрическим формам, у которых отсутствуют некоторые части тела, причём художественные изображения считаются более старыми, а грубые — хронологически молодыми.
Отдельные наиболее поздние рисунки в Илансае предположительно датируются XVII-XVIII веками. К их числу относится схематическое изображение всадника и двух фитильных ружей в группе Тамга-Таш.
В 1936 году были изучены И. А. Сухаревым, который дал их первое описание в литературе (1938), в 1965—1970-м годах — Г. Шацким, Р. Равшановым и М. Хужаназаровым. По мнению И. А. Сухарева, содержание петроглифов в целом нужно считать магико-анимистическим, в свете чего он предложил расшифровку отдельных изображений. Данные предположения встретили возражения у Г. Р. Шацкого.